# 茑萝属
茑萝属（学名：Quamoclit）是旋花科下的一个属，为草质藤本植物。该属共有约10种，分布于美洲热带。
属名Quamoclit来源于希腊语kuamos（豆）和klitos（山坡）的合成词，指某些种长在山坡。